# Reflector Cassegrain

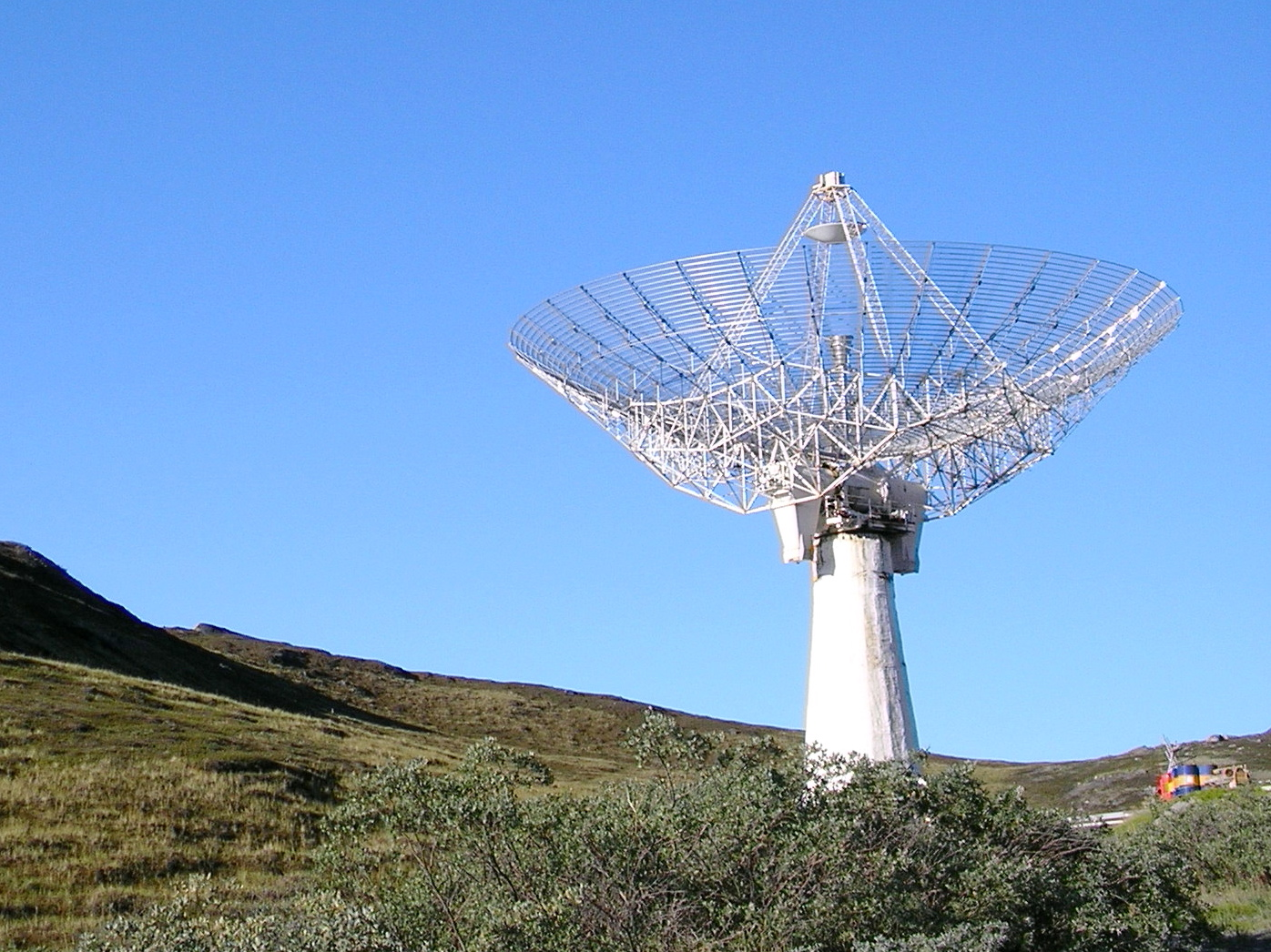
antena Cassegrain

El reflector Cassegrain és una combinació de dos reflectors coaxials usats en els telescopis i en les antenes de ràdio. El primer a desenvolupar aquest reflector fou Laurent Cassegrain l'any 1672, aquest reflector és una combinació d'un mirall còncau i un mirall convex, ambdós alineats simètricament voltant l'eix òptic.
Dels tres tipus bàsics de telescopis: refractors, reflectors i catadiòptrics, el reflector Cassegrain pertany a la categoria de dissenys catadiòptrics.

## Disseny del Cassegrain

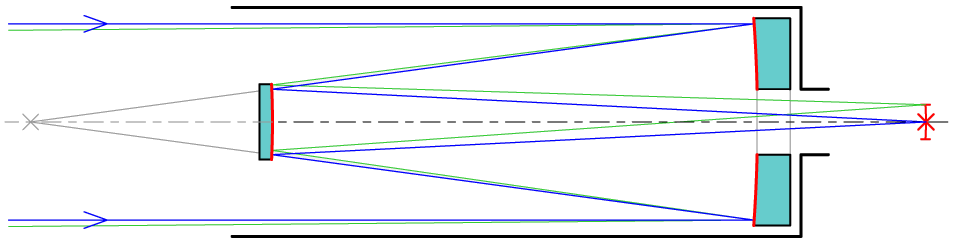
Pas de la llum a través d'un telescopi Cassegrain

## El Cassegrain clàssic
El disseny Cassegrain clàssic té un mirall primari parabòlic, i un mirall hiperbòlic secundari que reflecteix la llum cap avall a través d'un forat en el primari. Doblegar l'òptica fa d'aquest un disseny compacte. En els telescopis més petits, i les càmeres, el secundari és sovint muntat en una placa de vidre òpticament neutra i clara que tanca el tub del telescopi. Aquest suport elimina la "forma d'estrella" produïda pels efectes de la difracció. El tub tancat roman net, i el principal està protegit, a costa de certa pèrdua de potència d'arreplegada de llum.
Es fa ús de les propietats especials dels reflectors parabòlics i hiperbòlics. Un reflector parabòlic còncau reflecteix tots els raigs de llum paral·lels al seu eix de simetria a un únic punt, el focus. Un reflector hiperbòlic convex té dos focus i reflecteix tots els llamps de llum dirigit a un dels seus dos focus cap al seu altre focus. Els miralls en aquest tipus de telescopi estan dissenyats i situats de manera que comparteixen un focus i de manera que el segon focus del mirall hiperbòlic està en el mateix punt en el de la imatge que s'observa, en general fora de l'ocular. El mirall parabòlic reflecteix els raigs de llum paral·lels que entren al telescopi cap al seu focus, que és també el focus del mirall hiperbòlic. El mirall hiperbòlic a continuació, reflecteix els raigs de llum cap al seu focus on es forma la imatge.

### Ritchey-Chrétien
El Ritchey-Chrétien és un reflector Cassegrain especialitzat que té dos miralls hiperbòlics (en lloc d'un parabòlic primàri). És lliure de l'aberració en forma de coma i d'aberració esfèrica en el pla focal, per la qual cosa és molt adequat per al camp ampli i observacions fotogràfiques. Gairebé tots els telescopis reflectors professionals en el món són del disseny Ritchey-Chrétien. Va ser inventat per George Willis Ritchey i Henri Chrétien a principis de la dècada de 1910.

### Dall-Kirkham
El disseny de telescopi Cassegrain Dall-Kirkham va ser creat per Horace Dall l'any 1928 i va prendre el nom d'un article publicat a Scientific American l'any 1930, després del debat entre l'astrònoms aficionat Allan Kirkham i Albert G. Ingalls, editor de la revista en aquell moment. Utilitza un còncau mirall primari el·líptic i un secundari esfèric convex. Si bé aquest sistema és més fàcil de fabricar que un Cassegrain clàssic o sistema Ritchey-Chrétien, no corregeix fora de l'eix l'aberració de coma ni la curvatura de camp per la qual cosa la imatge es degrada ràpidament fora de l'eix. Com que aquest és menys notable en la proporció focal llarga, el Dall-Kirkhams poques vegades més gran que f/15.

### Schiefspiegler
Una inusual variant del Cassegrain és el telescopi Schiefspiegler ("esbiaixada" o "reflector oblic"), que utilitza miralls inclinats per a evitar el mirall secundari projecti una ombra sobre el primari. Tanmateix, l'eliminació de formes de difracció porta a diverses altres aberracions que han de ser corregides.

## els Cassegrains Catadiòptrics

### Schmidt-Cassegrain

Pas de la llum al telescopi Schmidt-Cassegrain

El Schmidt-Cassegrain va ser desenvolupat a partir de la càmera Schmidt de camp ample, encara que la configuració Cassegrain li dona un camp de visió molt més estret. El primer element òptic és un placa correctora Schmidt. La placa es calcula deixant un buit a una banda, fent la correcció exacta necessària per corregir l'aberració esfèrica causada pel mirall primari. Els Schmidt-Cassegrains són populars entre els astrònoms aficionats. Una de les primeres càmeres Schmidt-Cassegrain va ser patentada el 1946 per l'artista / arquitecte / físic Roger Hayward, amb el suport de pel·lícula situar fora del telescopi.

### Maksutov-Cassegrain
El Maksutov-Cassegrain és una variació del telescopi Maksutov, inventat per Dmitrievich Dmitri Maksutov. Comença amb una lent correctora transparent que és una secció d'una esfera buida. Té un mirall primari esfèric, i una secundària esfèrica que en aquesta classe de telescopi és generalment un reflex de la lent correctora.

### Telescopi Argunov-Cassegrain
Al Argunov-telescopi Cassegrain tots els elements òptics són esfèrics, i el clàssic mirall secundari Cassegrain és substituït per tres elements separats a l'aire. L'element més allunyat del mirall primari és un mirall Mangin, element que actua com un segon mirall de superfície, amb un revestiment reflector aplicat a la superfície que enfronta el cel.